# Syntomodrillia carolinae
Syntomodrillia  carolinae is een slakkensoort uit de familie van de Drilliidae. De wetenschappelijke naam van de soort werd in 1934 voor het eerst geldig gepubliceerd door Paul Bartsch.